# NGC 334
NGC 334 là một thiên hà xoắn ốc có rào chắn trong chòm sao Ngọc Phu. Nó được phát hiện vào ngày 25 tháng 9 năm 1834 bởi John Herschel. Nó được Dreyer mô tả là "rất mờ, nhỏ, tròn, dần dần sáng hơn một chút, 2 sao có cường độ thứ 11 về phía nam." 